# Vejdělevka
Vejdělevka (rusky Вейделевка) je sídlo městského typu v Bělgorodské oblasti v Rusku. Žije zde 7 347 obyvatel (2021).

## Geografie
Obec se rozkládá na březích řeky Urajeva (povodí Oskolu) v jíhovýchodní části oblasti. Leží 23 km jihovýchodně od Valujky, 140 km od oblastního města Bělgorodu a jen 10 km od státních hranic s Ukrajinou.
Vejdělevka je okresním centrem stejnojmenného okresu.

## Dějiny
Obec je poprvé v písemných pramenech zmiňována v roce 1742 pod jménem Vyšnaja Urajevka. V roce 1747 osadu koupil penzionovaný ruský generál německého původu Konrad Rüdiger von Wedel, který sem přesídlil ukrajinské rolníky a pojmenoval ji po sobě v poruštěné podobě - Vejdělevka.
Roku 1864 byla v obci otevřena první základní škola. V roce 1907 byla ve Vejdělevce postavena nemocnice.
Ruská občanská válka Vejdělevku poznamenala a obec byla několikrát okupována různými válčícími stranami. V roce 1926 bylo více než 100 rolnických rodin z obce přesídleno na sovchoz Gigant nedaleko Taškentu. Jen malá část přesídlenců se později vrátila zpět do Vejdělevky.
V průběhu druhé světové války byla obec od 8. července 1942 do 18. ledna 1943 obsazena německými vojsky.
V roce 1972 získala Vejdělevka status sídla městského typu.

## Hospodářství a doprava

### Hospodářství
V obci jsou továrny na výrobu krmiv, stavebních hmot a křídy. V oblasti úrodné černozemě je výzkumný a výrobní ústav pro šlechtění a semenářství slunečnice.

### Doprava
Obcí prochází regionální silnice 14K-8 z Nového Oskolu přes Valujky a dále do Roveňki.
Vejdělevka má pravidelné autobusové spojení s Bělgorodem, Valujkami, Roveňkami, s Rossoší a Šebekinem.
Nejbližší železniční stanice je ve městě Valujky, 25 km západně, kde se protínají trasy Moskva - Lugansk a Charkov - Penza.